# Tumpok Peureulak
Tumpok Peureulak is een bestuurslaag in het regentschap Aceh Utara van de provincie Atjeh, Indonesië. Tumpok Peureulak telt 380 inwoners (volkstelling 2010).